# Парфёновская Выставка
Парфёновская Выставка — деревня в Великоустюгском районе Вологодской области.
Входит в состав Парфёновского сельского поселения, с точки зрения административно-территориального деления — в Парфёновский сельсовет.
Расстояние по автодороге до районного центра Великого Устюга — 16,5 км, до центра муниципального образования Карасово — 5 км. Ближайшие населённые пункты — Парфёново, Нижнее Грибцово, Семенниково.
По переписи 2002 года население — 3 человека.